# Subprefettura di Itaquera
La Subprefettura di Itaquera è una subprefettura (subprefeitura) della zona orientale della città di San Paolo in Brasile, situata nella zona amministrativa Est 1.

## Distretti
- Itaquera
- Parque do Carmo
- José Bonifácio
- Cidade Líder